# 世界骨粗鬆症デー
世界骨粗鬆症デー（せかいこつそしょうしょうデー、英: World Osteoporosis Day, WOD）は、10月20日に毎年実施されている、骨粗鬆症および骨代謝障害による病気の予防について、国際的に認識し診断し専門研究を促すことを目的とした国際デーである。この国際デーは、国際骨粗鬆症財団（IOF）により行われ、国を挙げて骨粗鬆症に取り組む社会の実現のために90を超える国がキャンペーンに参加している。 

## 歴史
世界骨粗鬆症デーは、1996年10月20日にイギリスの全国骨粗鬆症協会により始められ、欧州委員会から支援をされている。1997年以来、この日の行事は国際骨粗鬆症財団により行われている。1998年と1999年に、世界保健機関(WHO)は世界骨粗鬆症デーの共同スポンサーとなった。この日は、骨粗鬆症および骨代謝障害の自覚を喚起するための1年間のキャンペーンの開始日でもある。1999年以来、具体的なテーマを定めてキャンペーンが実施されている。

## 世界骨粗鬆症デーのテーマ
- 1996年: 自覚
- 1997年: 自覚
- 1998年: 自覚
- 1999年: 早期発見
- 2000年: 骨の健康作り
- 2001年: 成長期の骨の発育
- 2002年: 最初の挫傷の防止
- 2003年: 人生の質
- 2004年: 人の骨粗鬆症
- 2005年: 運動
- 2006年: 栄養
- 2007年: 危険因子
- 2008年: 方針変更のための主張
- 2009年: 方針変更のための主張
- 2010年: 脊髄破損の兆候
- 2011年: 防止の3ステップ－カルシウム、ビタミンD、運動
- 2012年: 1回で終わりにしなさい－最初の骨折を最後の骨折に
- 2013年: 強い女性はより強い女性を作る
- 2014年: 人間はその内面から強さを作る
- 2015年: 骨力の向上につとめる